# اوژندوو
اوژندوو (به لهستانی:  Urzędów) یک روستا در لهستان است که در گمینا اوژندوو واقع شده‌است. اوژندوو ۱٬۰۶۰ نفر جمعیت دارد.